# Citigroup Centre (Sydney)
Le Citigroup Centre est un gratte-ciel de bureaux construit à Sydney (Australie) en 2000 et situé au 2 Park Street.